# Tim Southee
Timothy "Tim" Grant Southee (Whangarei, 11 de dezembro de 1988) é um jogador neo-zelandês profissional de críquete. Ele é um arremessador inicial.
Tim Southee estreou com 19 anos na seleção nacional de críquete, em 2008 contra a Inglaterra, atualmente defende o Northern Districts e o Rajasthan Royals.